# Eunomo
Eunomo (en griego antiguo, 'Εὔνομος'), (c. 800 a. C. - 780 a. C.) fue un rey de Esparta y miembro de la dinastía Europontíada. Fue sucedido por Carilo.

## Biografía
Según Heródoto, era hijo de Polidectes y padre de Carilo. Pausanias le considera, en cambio, hijo de Pritanis y padre de Polidectes. La tradición le considera hermano o, más frecuentemente, padre de Licurgo. Probablemente se trata de un personaje imaginario, nacido como hipóstasis de la eunomia atribuida a Licurgo. Su reinado habría sido enteramente pacífico.